# Huis Nierhoven

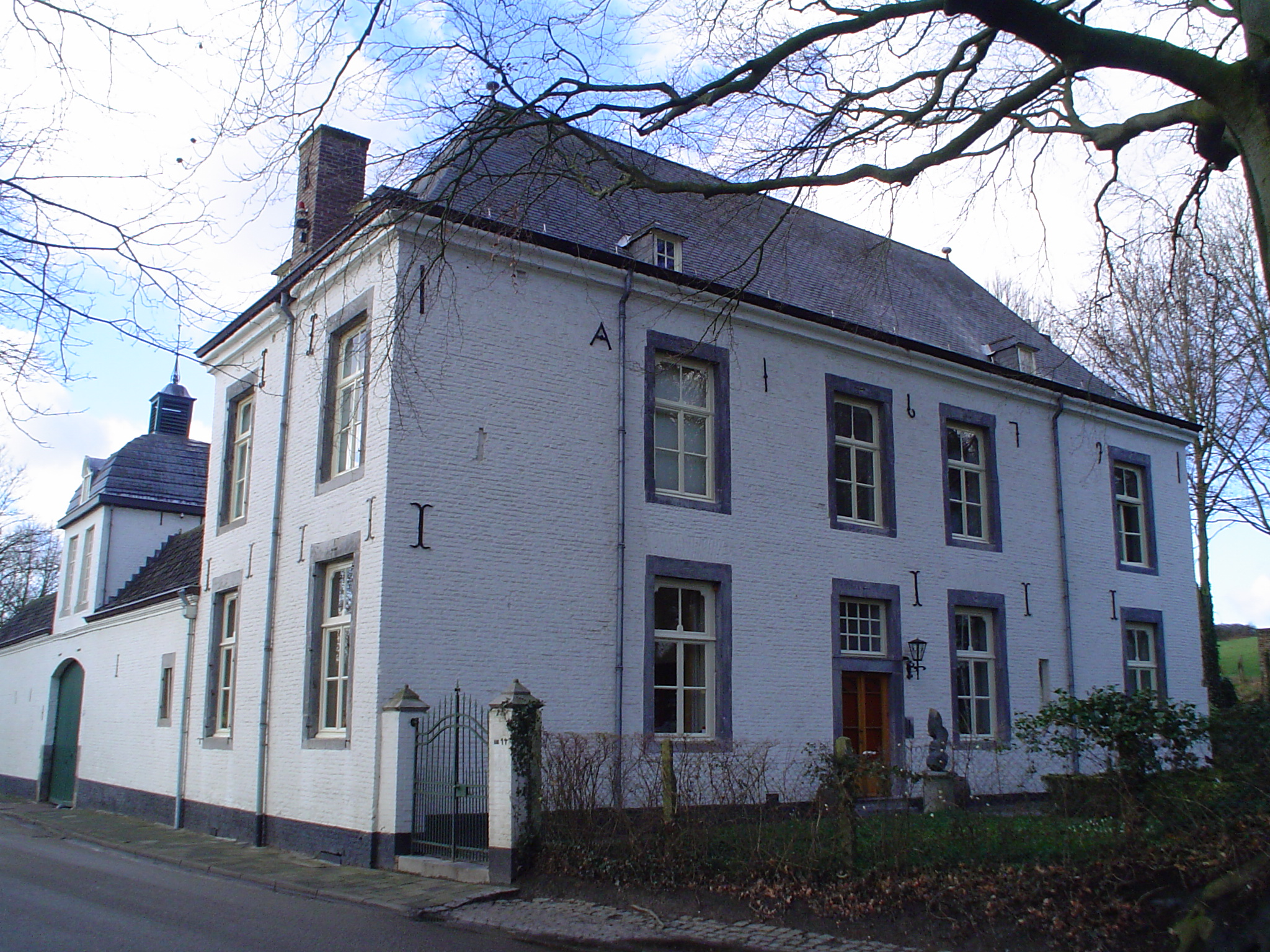
Huis Nierhoven

Huis Nierhoven, in het Limburgs Hoes Nirve geheten, is een landhuis in de buurtschap Nierhoven in de gemeente Beekdaelen.
Tegenover het huis liggen enkele visvijvers en het beekdal van de Platsbeek. Het huis is privé bezit en niet toegankelijk voor publiek.

## Bouw
De historie van Huis Nierhoven gaat terug tot omstreeks 1550. Het landhuis bestaat uit een carréboerderij met gesloten binnenhof en poortgevel.
Bij het complex hoort ook een kapel met altaar uit de 18de eeuw. In de jaren 70 van de 20ste eeuw vond restauratie plaats.

## Bewoners
In de 16de eeuw was de familie Hundjens (later verlatijniseerd naar Canisius) de eigenaar van het huis. Een aantal Limburgse pastoors stamt uit deze familie.
In de 17de eeuw liet de familie het huis renoveren, waarbij met muurankers het jaartal 1679 op de voorgevel werd geplaatst. In 1731 trouwt Elisabeth Canisius met Jan Willem van der Meer uit Tongeren.
De erfgename van hun zoon Mathius Philippus van der Meer verkoopt het landhuis aan de priester Frans Nicolaas Augustinus de Limpens. Neef Leonard de Limpens erft het landgoed in 1811. De volgende eigenaar is diens neef, Karel de Limpens, kantonrechter in Heerlen en Tweede Kamerlid.
Aan het einde van de 19de eeuw sterft deze familie uit. August Naest uit Westerlo wordt dan de nieuwe eigenaar. In 1917 wordt het complex, inclusief 34 hectare grond, publiekelijk verkocht. Bewoners in die periode zijn o.a. de familie Klootz.
In de jaren 60 wordt het landhuis door de gemeente aangekocht en gerenoveerd en is dan o.a. in gebruik als ambtswoning van de toenmalige burgemeester Schmedding maar huisvest daarnaast ook de lokale scouting vereniging St. Hubertus